# Eudaphaenura
Eudaphaenura là một chi bướm đêm thuộc họ Noctuidae.